# 雅镇 (上卢瓦尔省)
雅镇（法語：Jax）是法国上卢瓦尔省的一个市镇，属于布里乌德区（Brioude）波亚盖县（Paulhaguet）。该市镇总面积11.93平方公里，2009年时的人口为132人。

## 人口
雅镇人口变化图示